# Pe és Nehen lelkei

Pe és Nehen lelkei – fordított sorrendben: balra sakálfejjel Nehen, jobbra sólyomfejjel Pe lelke – a szokásos henu-kéztartásban

Pe és Nehen lelkei az ókori egyiptomi vallásban a (halott) királyt segítő királyi ősök lelkei.
Nevüket Nehen és Pe városról, a királyságot és a királyt patronáló „Két Úrnő” istennők, Nehbet és Uadzset székhelyei után kapták. Az ábrázolásokon henu-köszöntésre emelt karú, térdeplő, sakál- és sólyomfejű alakokként jelennek meg, rendszerint többedmagukkal. Az ókori feliratokon következetesen mindig „Pe és Nehen lelkei” sorrendben írják őket.

## Történetük
Pe és Nehen lelkei először az óbirodalom idején, a Piramisszövegekben jelennek meg. Alakjuk ekkor még kifejezetten a halotti kultuszhoz kötődik. Legkésőbb a XVIII. dinasztia idején felbukkannak a templomok dekorációin is. Alakjuk végigkíséri a fáraókort, és a ptolemaida időszakban is kedvelt és gyakori motívumok a templomfalakon, így ábrázolásuk megtalálható az esznai Hnum-templomon, Dendera vagy Philai templomain is. Úgy tűnik, hogy a Későkorban Heliopolisz (Memphisz, avagy Iunu) lelkei is Nehen és Pe lelkei közé számítottak.
Az uralkodók számára e pártfogók fontosságát érzékelteti, hogy még a núbiai kusita királyok, is őseiknek tekintették Pe és Nehen lelkeit – és nem csak azok, akik a XXVI. dinasztia idején Egyiptom trónját is birtokolták.

## Ábrázolásuk
| G30 | p | niwt | O47 | niwt |

| G30 | p | niwt | O47 | niwt |

Pe és Nehen lelkei elsősorban a királysággal, mint intézménnyel, elvvel kapcsolatban jelennek meg, és annak folytonosságát emelik ki azzal, hogy az elődök lelkei támogatják az utódukat.
Az újbirodalom idején gyakran ábrázolják őket a sírokban is, és a XVIII. dinasztia idején magánsírok falain is megjelennek. Szép ábrázolásuk található például a Dejr el-Medine-i temetőben Szennedzsem sírjában, vagy el-Kabban (Nehenben), Paheri sírjában. Gyakori a sírábrázolásokon, hogy a Hórusz-fiúk jelennek meg Pe és Nehen lelkeiként, a rájuk jellemző tartásban, de alkalmasint saját alakjukban. Máskor az elhunyt tisztviselő fiai köszöntik a jellegzetes tartásban a már Ozirisz trónjára érkezett, Ozirisszé vált, többnyire áldozati asztal előtt ülő apjukat.
Ábrázolásaik másik jellegzetes csoportja a bárka vontatása. A karnaki templom Nagy Hiposztülcsarnokának déli falán a belső oldalon látható egy jelenet, amikor Ámon-Ré szobrát ünnepi körmenetben hordozzák körbe az isten bárkáján (amely valójában egy hordszékhez hasonló, bárka alakú modell). A bárka előtt a fáraó (az említett ábrázoláson II. Ramszesz) illatáldozatot mutat be az isten szobrának. A bárkát vállukra vetett rudakon sólyom- és sakálfejű alakok tartják. A jelenetről az is kiderül, hogy ezek maszkot viselő, a lelkeket megszemélyesítő papok. A bárkát vontató lelkek megjelenhetnek a király abüdoszi zarándoklatát ábrázoló domborműveken is.

### Jellegzetes tartásuk
Pe és Nehen lelkeit általában térdepelve, felemelt, ökölbe szorított bal kézzel, szív fölé helyezett jobb ököllel, térdeplő helyzetben szokták ábrázolni. Az egyiptomi síkábrázolás sajátosságai miatt ez egyes képeken (mint fent is) oldalfordítottnak látszik, mert az oldalra felemelt kart mindig hátra nyújtással érzékeltették, és a felsőtestet mindig elölről ábrázolták, akkor is, ha az adott testhelyzetben a hátnak kellene a szemlélő felé lennie. E testtartás elnevezése a „henu-köszöntés”, amelynek jelentése a megérendő jubileumokkal kapcsolatos.

## Galéria

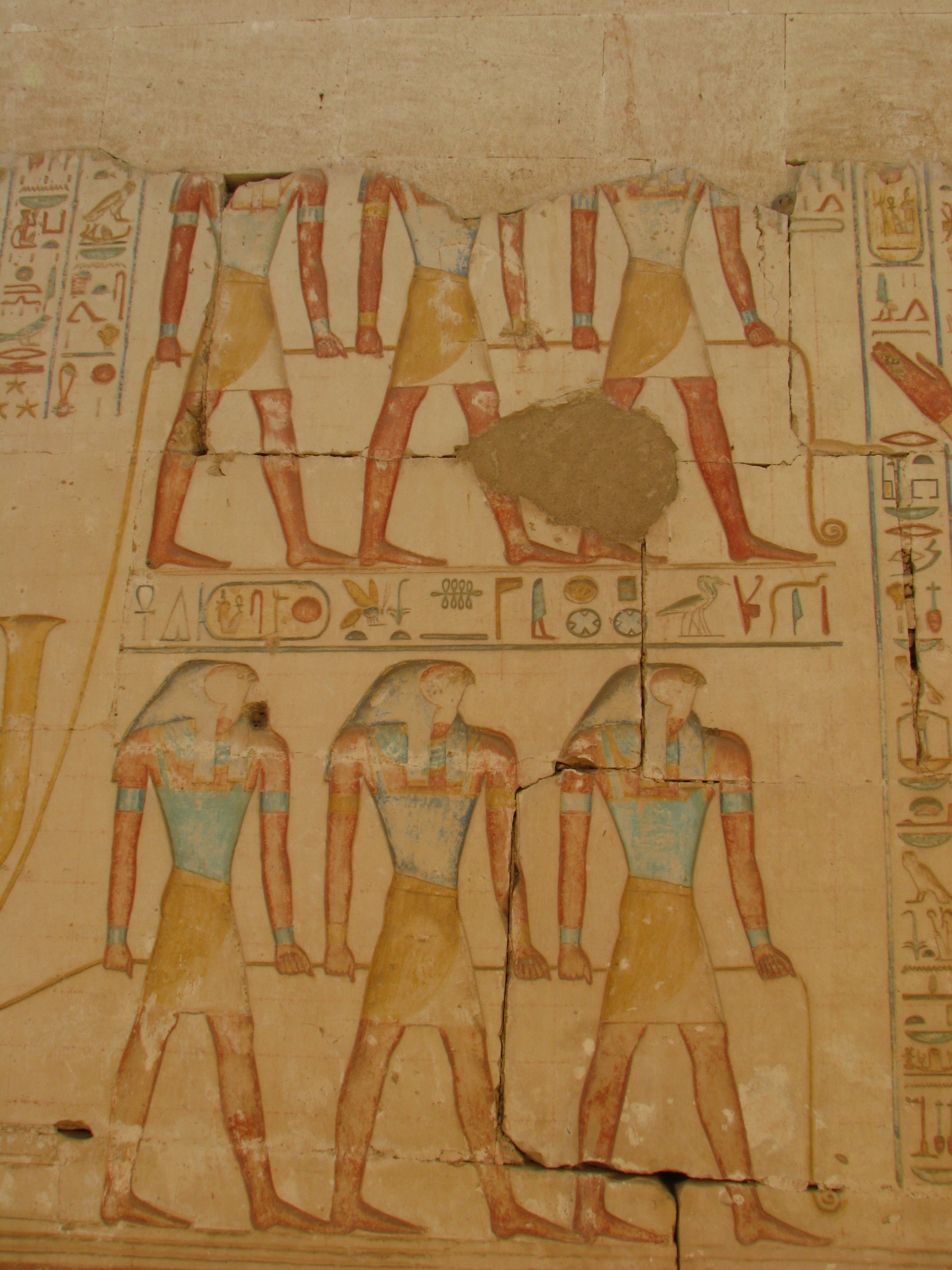
Pe és Nehen lelkei a királyi bárkát vontatják II. Ramszesz [[Abüdosz (Egyiptom)|]]i templomának egyik domborművén
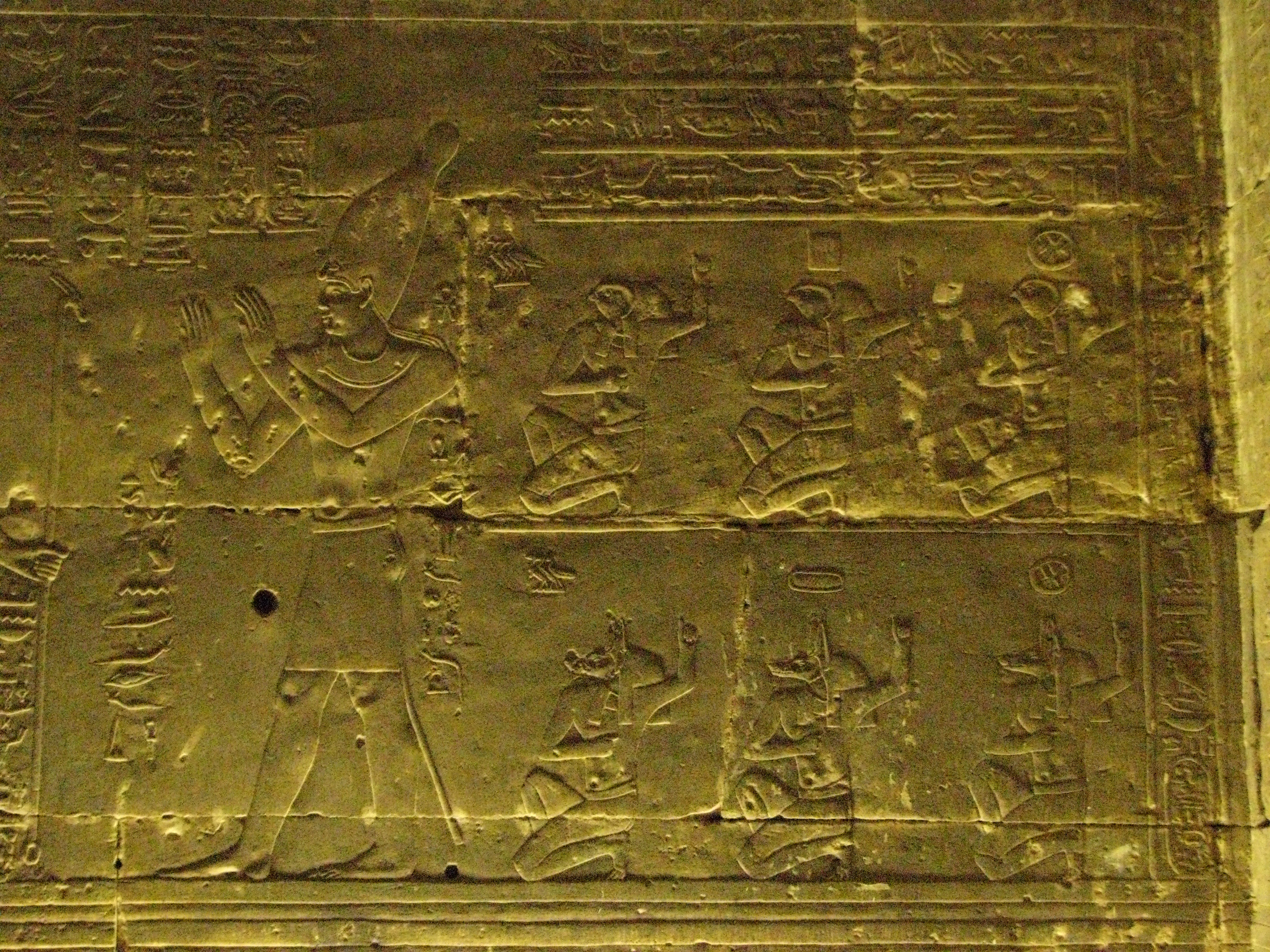
Pe és Nehen lelkei a rájuk jellemző "henu" tartásban, az edfui Hórusz-templom egyik mellékkamrája falán
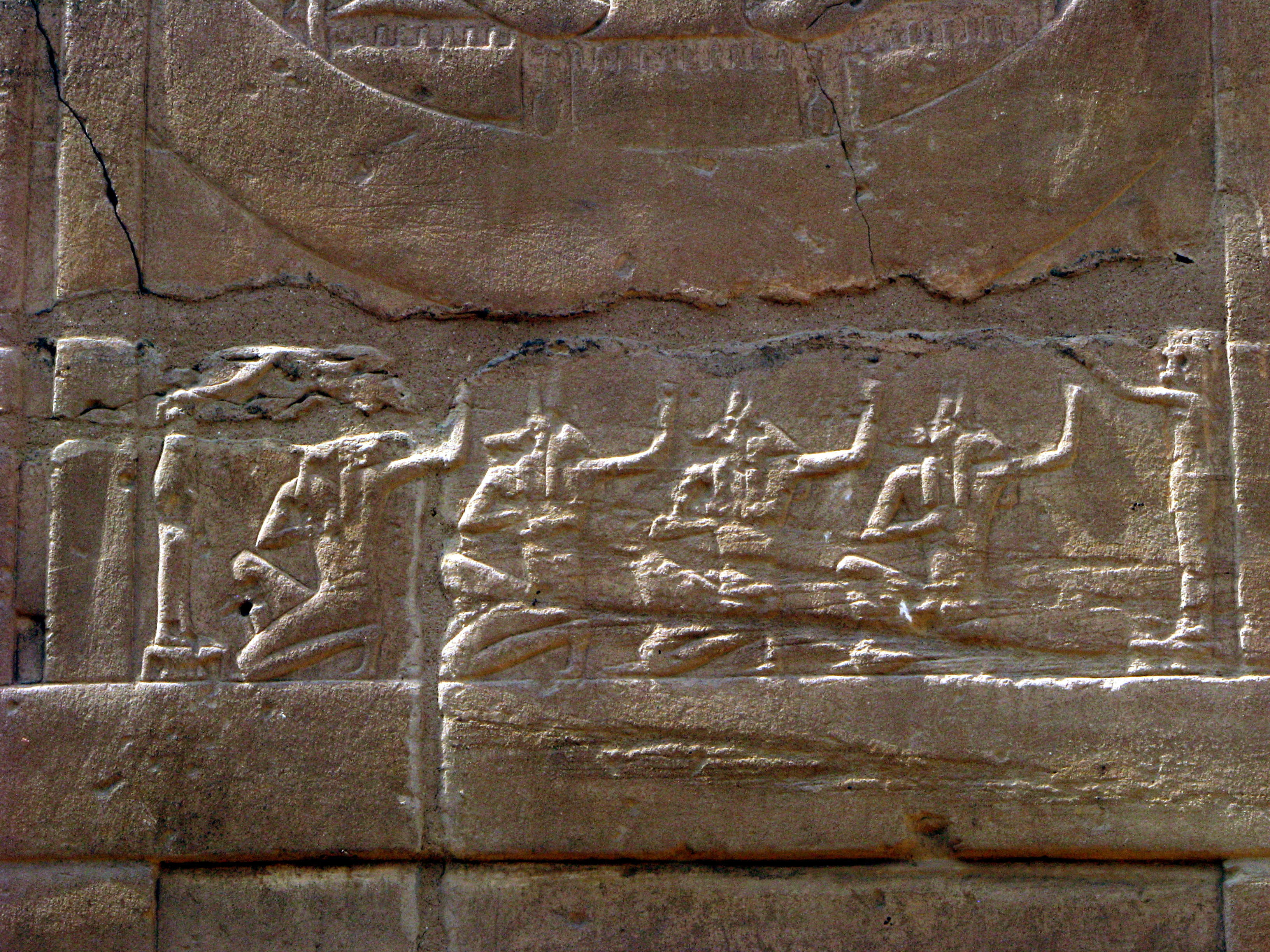
Nehen lelkei a "henu"-tartásban I. Széthi gurnai templomának domborművén
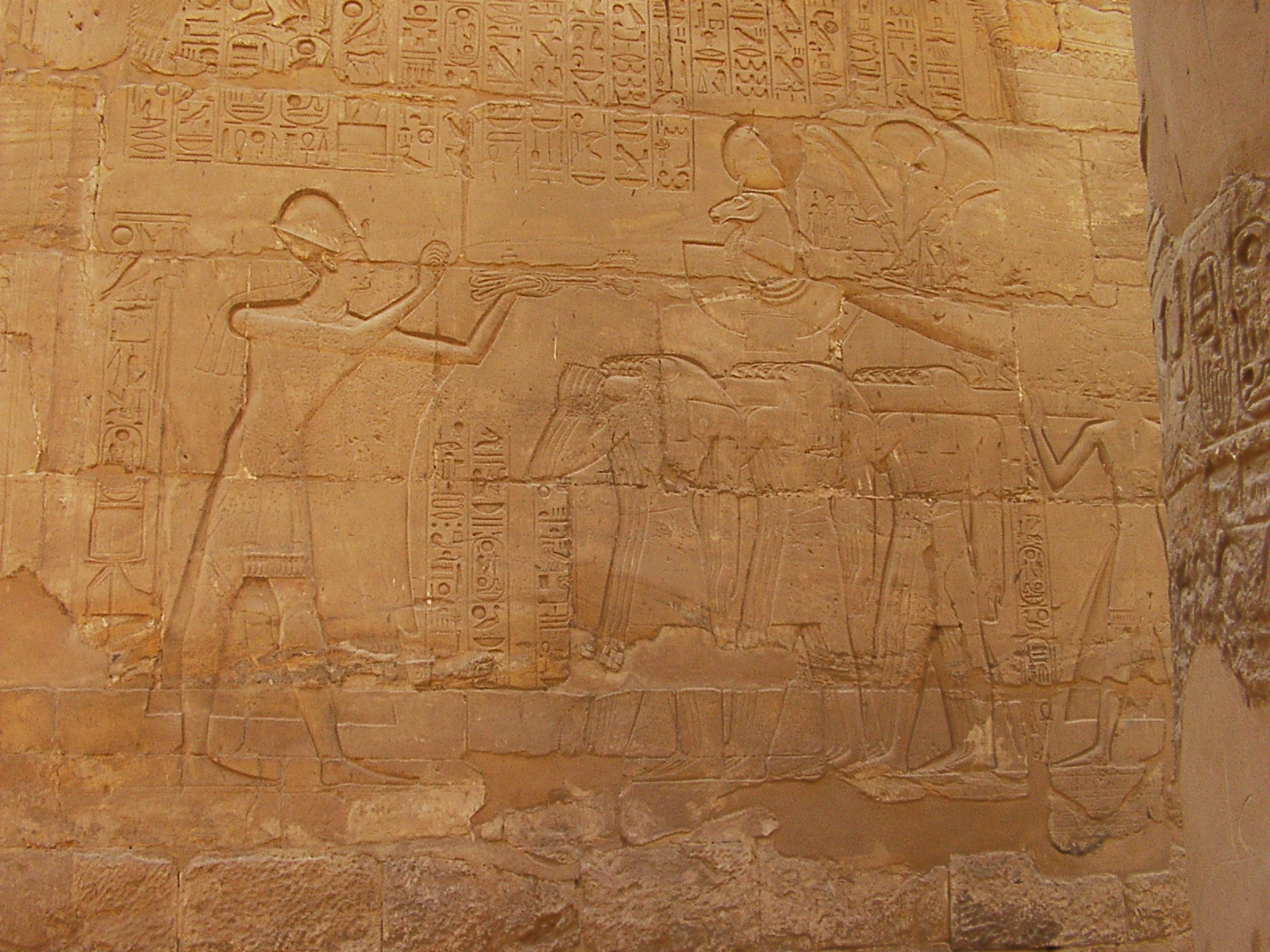
Sólyommaszkos papok, mint Pe lelkei. Karnaki templom, Nagy Hiposztylcsarnok
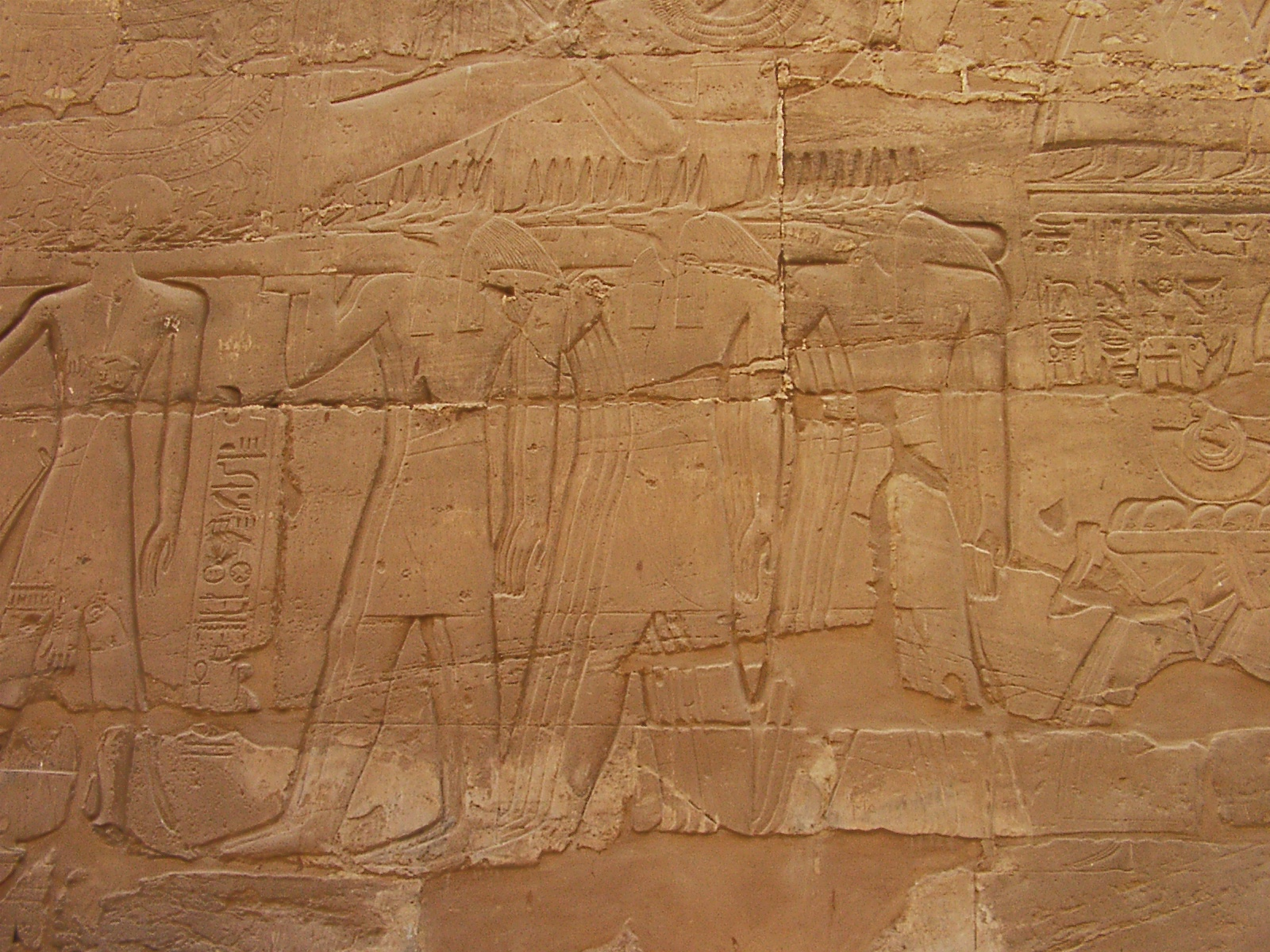
Sakálmaszkos papok, mint Nehen lelkei. Karnaki templom, Nagy Hiposztylcsarnok

## Ajánlott irodalom

### Magyarul
- szerk.: Shaw, Ian: Az ókori Egyiptom története. Debrecen: Gold Book Kiadó. Fordította: Kmilcsik Ágnes (2004). ISBN 963-425-022-X
- Kákosy László. Az ókori Egyiptom története és kultúrája. Budapest: Osiris (2003). ISBN 963-389-497-2 ISSN 1218-9855
- Kákosy, László. Ré fiai. Budapest: Gondolat Kiadó [1979]. ISBN 963-280-736-7
- Kákosy László, Varga Edit. Egy évezred a Nílus völgyében (Memphisz az Óbirodalom korában). Budapest: Gondolat Kiadó. ISBN nélkül [1970]
- Wilkinson, Richard H. Az ókori Egyiptom templomai. Pécs: Alexandra (2006). ISBN 963-369-556-2
- Vanek, Zsuzsanna. „A végtelenség kezdete” – Szerencsés és szerencsétlen napok az óegyiptomi naptárban. Budapest: Mahler Ede Művészeti Kör és a Szikomor Alapítvány (2001). ISBN 963 00 9052 X

### Angolul
- Henri A. Frankfort, Kingship and the Gods, University of Chicago Press 1978
- László Török, The Kingdom of Kush: Handbook of the Napatan-Meriotic Civilization, Brill 1997
- George Hart, The Routledge Dictionary Of Egyptian Gods And Goddesses, Routledge 2005
- Wilkinson, Toby A. H. Early Dynastic Egypt. Routledge, Taylor & Francis e-Library (2005). ISBN 0-203-20421-2 (Adobe e-Reader Format)